# Euphorbia resinifera

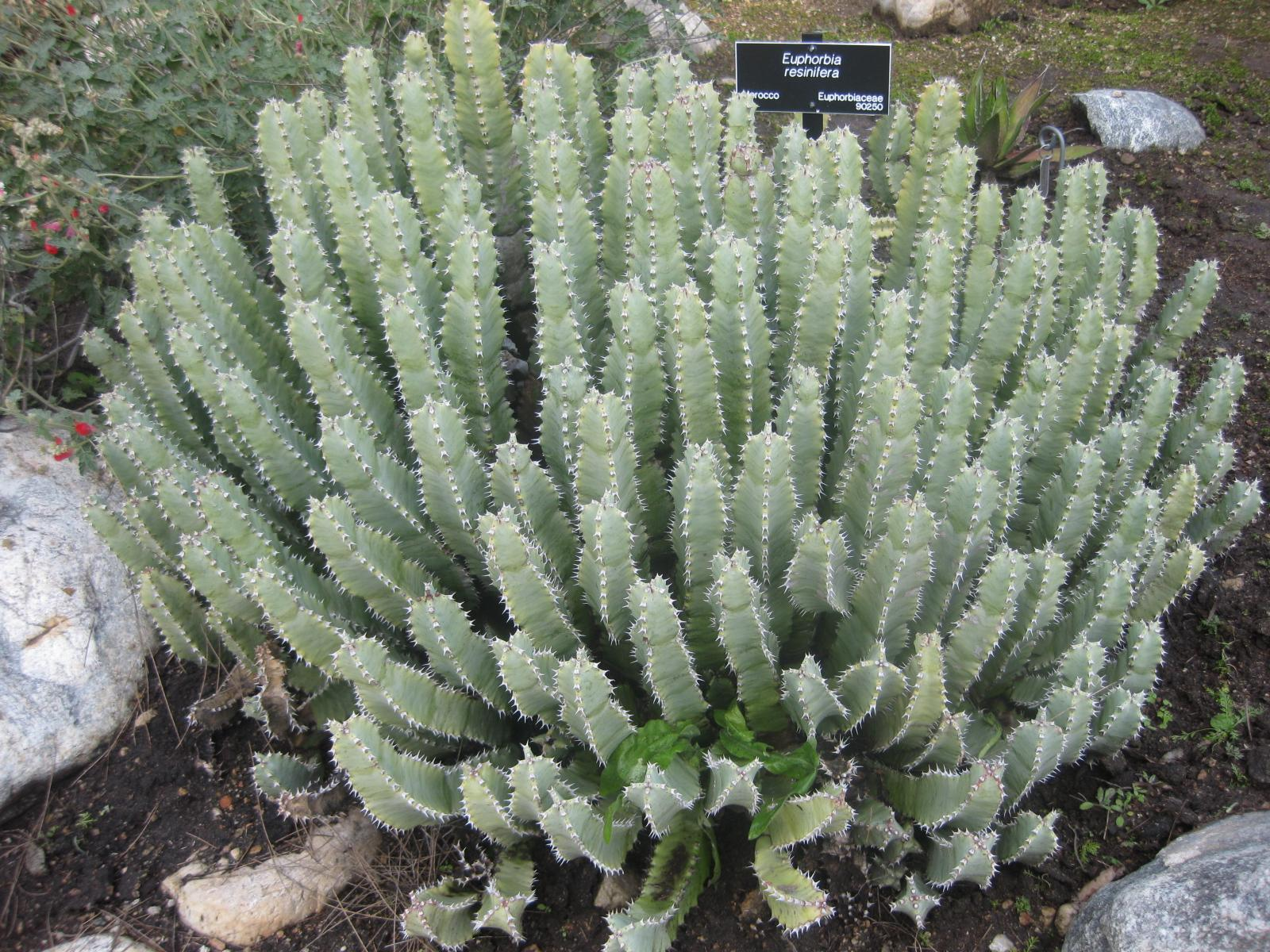
Habitus

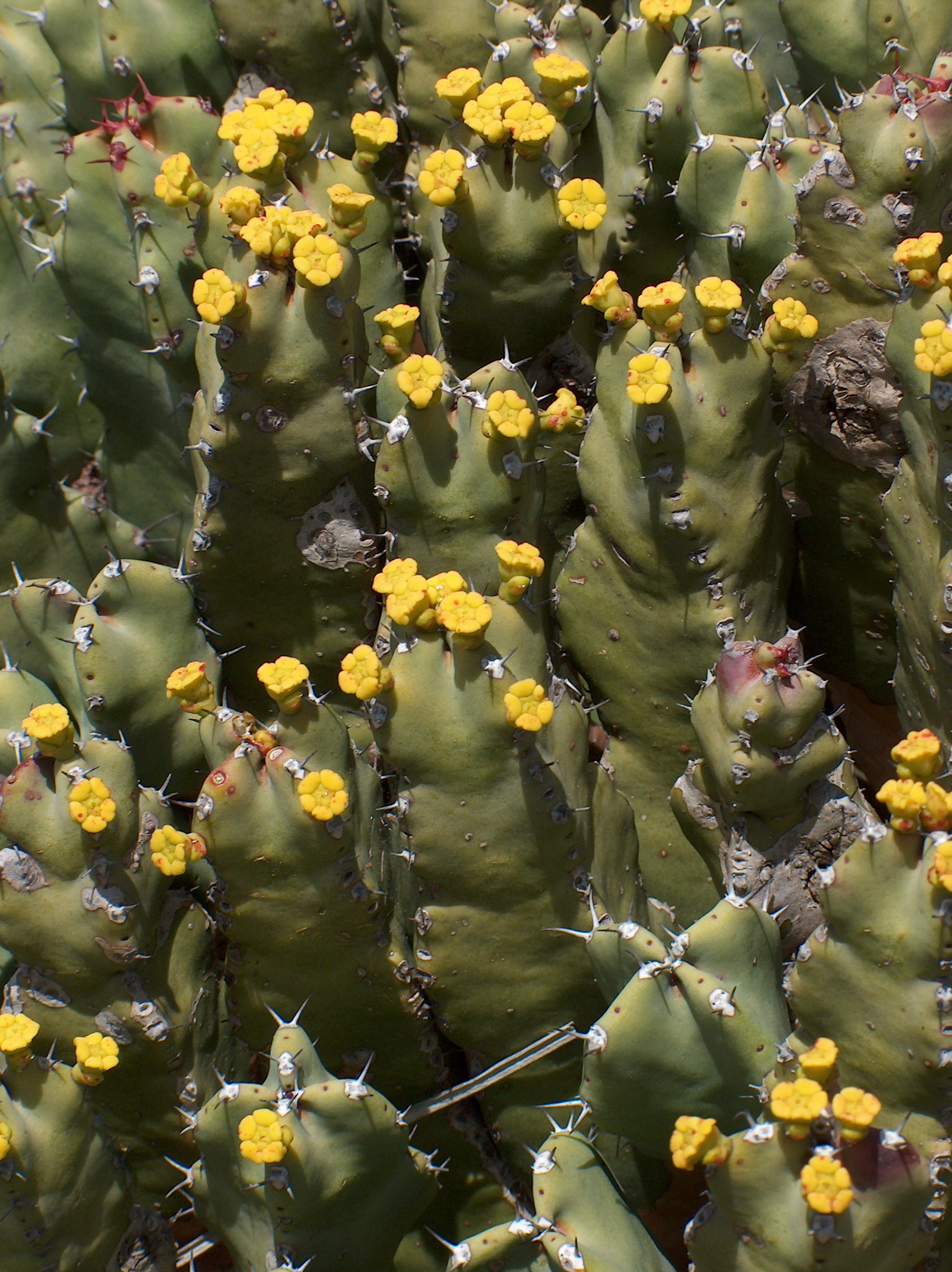
In Blüte

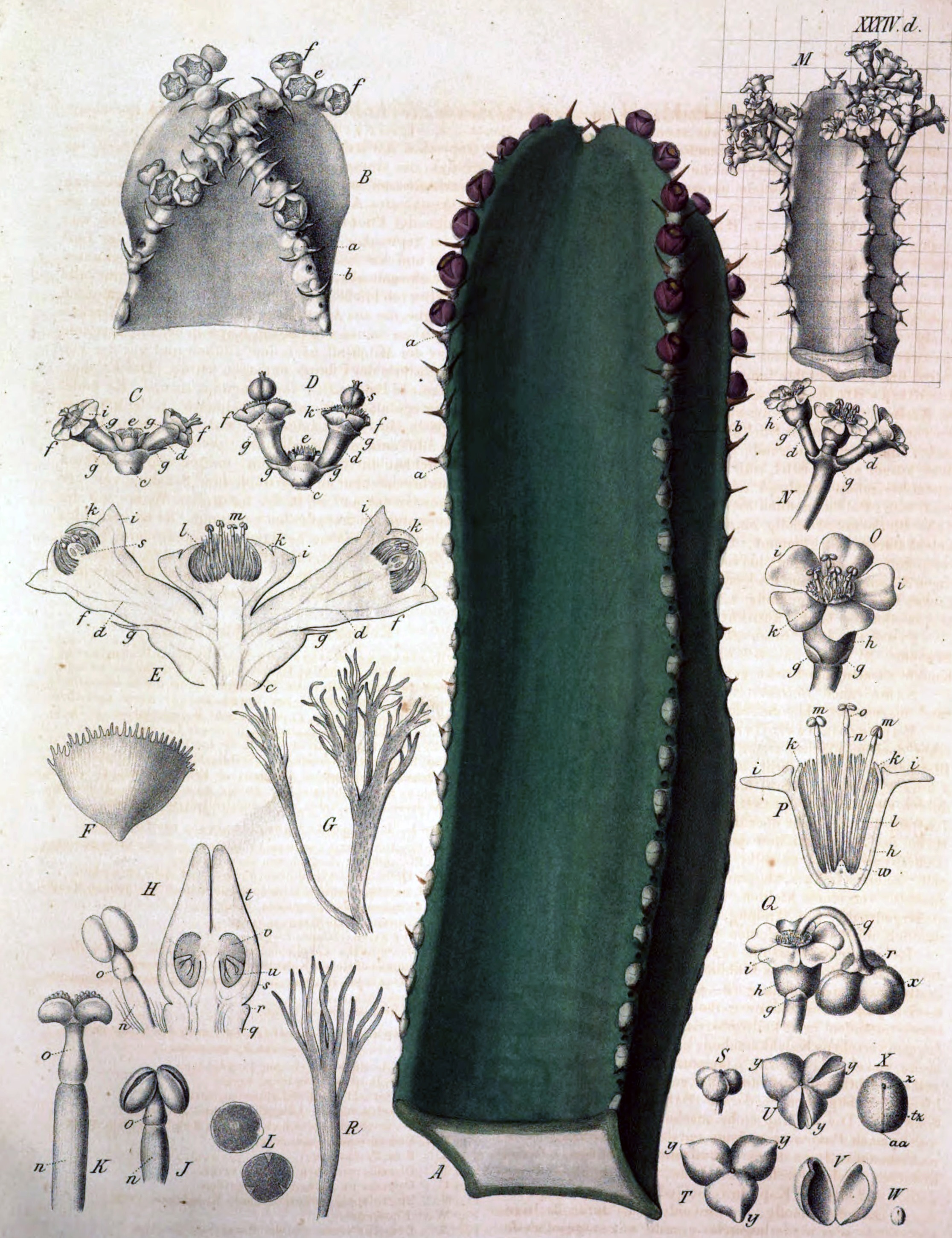
Tafel aus der Erstbeschreibung mit Euphorbia resinifera (Abbildungen M–X) und Euphorbia canariensis (Abbildungen A–L)

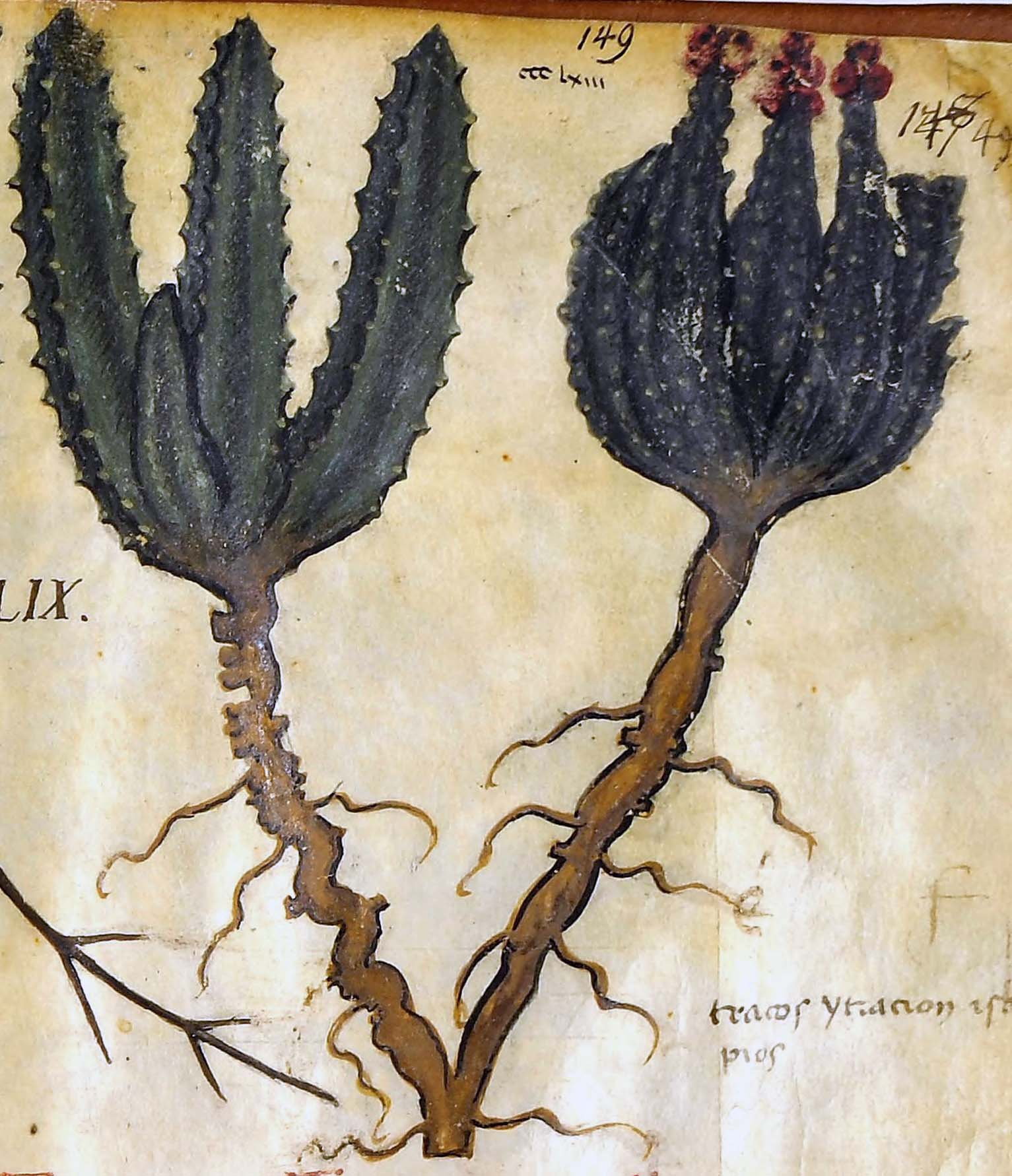
Darstellung auf Tafel 149 im Dioscurides Neapolitanus

Resiniferatoxin

Euphorbia resinifera ist eine Art aus der Familie der Wolfsmilchgewächse. Die Pflanze wächst in Marokko an den Hängen des Atlas.

## Merkmale
Euphorbia resinifera ist ein sukkulenter Strauch, der im Habitus an Kakteen erinnert. Er bildet halbkugelige, dicht gedrängte polsterartige Kolonien, die eine Wuchshöhe von 40 bis 50 Zentimeter bei einem Durchmesser von 2 bis 3 Metern erreichen. Die Sprossachsen sind von der Basis an verzweigt, grün bis graugrün gefärbt, sie besitzen 2 bis 4 Zentimeter Durchmesser. Sie sind vierkantig, mit vier schwach abgesetzten, gezähnten Rippen. Die stacheltragenden Zähne (Vorsprünge) auf den Rippen sind dreieckig bis eiförmig, jeweils 5 bis 10 Millimeter voneinander entfernt, sie tragen paarige, kastanienbraun gefärbte Stacheln (gedeutet als umgebildete Nebenblätter) von 5 bis 10 Millimeter Länge. Die rudimentären Blätter, die an der Stachelbasis entspringen, sind bald abfallend.
Die Blütenstände erscheinen an der Triebspitze, sie bestehen aus drei Cyathien (den charakteristischen Scheinblüten der Wolfsmilchgewächse), von denen die beiden seitlichen, kurz gestielten zwittrig sind, die zentrale, sitzende ist rein männlich. Die becherartige Blütenhülle aus Hochblättern (Involucrum) hat etwa 2,5 Millimeter Durchmesser. Die fünf bis sechs gelb gefärbten Nektardrüsen sind elliptisch bis herzförmig. Die Kapselfrucht ist reif gelblich gefärbt.

## Systematik, Verbreitung und Standort
Euphorbia resinifera gehört zur Sektion Euphorbia der Untergattung Euphorbia. Die Erstbeschreibung durch Otto Karl Berg wurde 1863 veröffentlicht. Ein nomenklatorisches Synonym ist Tithymalus resiniferus (O.Berg) H.Karst. (1882). Taxonomische Synonyme sind Euphorbia resinifera var. chlorosoma Croizat (1942) und Euphorbia resinifera var. typica Croizat (1942, nom. inval., ICN Art. 24.3).
Euphorbia resinifera ist ein Endemit Marokkos, sie wächst an steinigen Hängen des Atlas-Gebirges, seltener auch im Antiatlas, in der Region um Tafraoute, Pflanzen von dort sind als Euphorbia resinifera var. chlorosoma Croizat beschrieben worden. Im Atlas bildet die Art stellenweise, so in der Gegend von Demnate teilweise riesige Polster, die kaum noch Platz für andere Pflanzenarten lassen. Sie wächst hier in Höhen von 600 bis 1100 Metern, vereinzelte Angaben gibt es bis 1800 Meter. Sie wächst in niederen Höhen bis etwa 850 Meter in Buschsteppen, gemeinsam mit der Zwergpalme (Chamaerops humilis) und der Akazienart Vachellia gummifera, in höheren Lagen teilweise als Unterwuchs in lockeren Steineichen-Hainen.
In Marokko gibt es neben Euphorbia resinifera weitere kakteen-ähnliche Euphorbia-Arten: Euphorbia echinus Hook.f. & Coss. und Euphorbia officinarum subsp. beaumiereana Hook f. & Coss. Ähnlich ist die auf den Kanarischen Inseln endemische Kanaren-Wolfsmilch (Euphorbia canariensis).

## Inhaltsstoffe
In der Blütezeit kann man aus dem Stamm und den Sprossen einen Milchsaft entnehmen, der als „Euphorbium Officinarum“, Euphorbium (mittellateinisch euforbium) oder „Euphorbiumgummi“ bezeichnet wird. Dieser Milchsaft weist eine hohe Konzentration von Resiniferatoxin auf, das  als Ausgangsstoff bei der Entwicklung einer neuen Klasse von Analgetika verwendet wird. Untersuchungen haben gezeigt, dass Resiniferatoxin mit dem TRPV1-Kanal wechselwirkt. TRPV1 ist ein Kationen-Kanal des Nervensystems und dient als Schmerzrezeptor. Er reagiert auch auf das Vanilloid Capsaicin, das in einigen Paprika-Arten vorkommt. Des Weiteren enthält der Milchsaft alpha- und beta-Euphorbol sowie den Triterpenalkohol Euphol.

## Kulturgeschichte
Euphorbia resinifera wird bereits in der Antike erwähnt. Angeblich wurde sie von König Juba II. von Mauretanien am Berg Atlas entdeckt und zuerst beschrieben. Dieser nannte die Pflanze nach seinem Leibarzt Euphorbus (Bruder des Antonius Musa, Leibarzt des Augustus) „Euphorbia“. Jubas Werk über die Pflanze ist verschollen, wir wissen von ihm durch ausführliche Zitate in der Naturalis historia des römischen Gelehrten Plinius.
Der Saft der Pflanze ist nach Plinius so gefährlich, dass man die Pflanze aus gehörigem Abstand mit einer Stange anstach und den austretenden milchähnlichen Saft dann im Magen eines Ziegenkitzes auffing. Noch im 20. Jahrhundert verband man sich beim Sammeln des getrockneten Milchsafts, des Euphorbiums, Mund und Nase mit Tüchern, da der Staub des Harzes starkes Niesen und Brennen in den Atmungsorganen hervorrufen kann. Das Harz bzw. der erhärtete bzw. getrocknete Milchsaft von Euphorbia resinifera (und verwandter Harz liefernder Euphorbia-Arten) wurde bereits im Mittelalter häufig als „Euphorbium“ bzw. Euforbium bezeichnet und arzneilich verwendet. Es sieht dem Weihrauchharz sehr ähnlich. Um 1960 war die Anwendung von Euphorbium stark zurückgegangen und beschränkte sich auf die gelegentliche tiermedizinische Verwendung in Zugpflastern.
Die Art wurde wegen ihrer medizinischen Verwendung auch von anderen antiken Autoren wie Galen und Dioskurides erwähnt.
Eine Abbildung im Codex Neapolitanus wurde als die älteste Abbildung der Art identifiziert.